# Šlapanická pahorkatina
Šlapanická pahorkatina je geomorfologický okrsek na jižní Moravě, jihovýchodně od Brna. Je součástí podcelku Pracké pahorkatiny, která je částí Dyjsko-svrateckého úvalu.
Jedná se o pahorkatinu tvořenou neogenními sedimenty s výstupy brněnského plutonu, kulmu a jury. Nachází se zde říční terasy řeky Svitavy pokryté sprašemi, jsou zde hliniště a pískovny, ojediněle také krasové jevy (Stránská skála). Nejvyšším bodem je vrchol Čtvrtě (331 m n. m.).
Největším tokem na území Šlapanické pahorkatiny je Říčka, která zde tvoří průlomové údolí. Severozápadní část pahorkatiny je urbanizovaná městem Brnem, na zbytku území se nachází především pole doplněná listnatými lesíky. Prochází tudy dálnice D1 a dvojice železničních tratí (trať Brno–Přerov a Vlárská dráha), nachází se zde letiště Brno-Tuřany. V prostoru Šlapanické pahorkatiny se v roce 1805 odehrála bitva u Slavkova.